# Закон Пуазейля

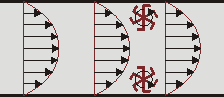
Схематичне зображення поля швидкостей для флюїду, що протікає через капіляр. Пропелери вказують завихрення.

Зако́н Пуазе́йля — фізичний закон, що встановлює для ламінарної течії зв'язок між середньою швидкістю протікання рідини (або витратою) через капіляр та в'язкістю флюїду у залежності від перепаду тиску:
{\displaystyle Q={\frac {\pi R^{4}}{8\eta }}{\frac {\Delta p}{L}}},
де Q — об'єм флюїду, що протікає в одиницю часу (об'ємна витрата) через капіляр радіусом R та довжиною L при різниці тисків на кінцях капіляра {\displaystyle \Delta p=p_{1}-p_{2}}, {\displaystyle \eta } — коефіцієнт динамічної в'язкості.
Формулюється наступним чином:
Об'ємна витрата рідини, що протікає прямолінійною ділянкою труби з круглим перетином сталого діаметра є прямо пропорційною перепаду тиску і четвертому степеню діаметра (радіуса) труби і обернено пропорційною її довжині.
Закон відкрив у 1838 Жан Марі Луї Пуазейль і, незалежно, в 1839 Ґоттгільф Гаґен.
Рівняння також відоме як закон Гаґена-Пуазейля або рівняння Пуазейля.

## Основні допущення
При отриманні рівняння закону Пуазейля зроблено такі допущення:
- потік є ламінарним і одновимірним (має тільки одну компоненту швидкості) у каналі, що має вигляд прямого кругового циліндра або шару між паралельними площинами (ще має назву «потік Пуазейля»);
- рідина є ідеально в'язкою (ньютонівською) і нестисливою;
- довжина потоку суттєво більша за його поперечний розмір.

## Постановка задачі
Розглядається усталений рух нестисливої рідини з постійною в'язкістю в тонкій циліндричній трубці круглого перерізу під дією постійного перепаду тиску. На основі зроблених вище допущень можна аналітично описати розподіл швидкості у потоці що має параболічний профіль (часто називають «профіль Пуазейля»), а для круглого перерізу розподіл швидкості в залежності від відстані до осі каналу:
{\displaystyle v\left(r\right)={\frac {p_{1}-p_{2}}{4\eta L}}(R^{2}-r^{2}),}
де
- {\displaystyle v\left(r\right)} — швидкість рідини на відстані r від осі труби;
- {\displaystyle R} — радіус трубопроводу;
- {\displaystyle p_{1}-p_{2}} — різниця тисків на вході і на виході з труби;
- {\displaystyle \eta } — в'язкість рідини;
- {\displaystyle L} — довжина труби.

Такий же профіль (у відповідних позначеннях) має швидкість при протіканні між двома нескінченними паралельними площинами.

## Способи отримання рівняння

### Шляхом інтегрування закону розподілу швидкості
Рівняння закону Пуазейля можна отримати шляхом інтегрування по площі перерізу записаного вище рівняння розподілу швидкості в залежності від радіуса для круглоциліндричної труби:
{\displaystyle Q=\int \limits _{S}v\left(r\right)dS=2\pi \int \limits _{0}^{R}v\left(r\right)rdr={\frac {\pi D^{4}(p_{1}-p_{2})}{128\eta L}}={\frac {\pi R^{4}(p_{1}-p_{2})}{8\eta L}},}
де
- {\displaystyle Q} — витрата рідини у трубопроводі;
- {\displaystyle D} — діаметр трубопроводу.

### На основі формули Дарсі-Вейсбаха
Такий же результат можна отримати з феноменологічної формули Дарсі-Вейсбаха, враховуючи вираз для коефіцієнта гідравлічного тертя {\displaystyle \lambda } записаного через число Рейнольдса Re
{\displaystyle \lambda ={64 \over {\it {\mathrm {Re} }}}}
де число Рейнольдса {\displaystyle \mathrm {Re} ={2\rho VR \over \eta }.}

### З рівнянь Нав'є-Стокса
Рівняння Пуазейля можна отримати безпосередньо з рівнянь Нав'є-Стокса в циліндричних координатах, зробивши наступний набір припущень:
1. Потік є стаціонарним ({\displaystyle \partial (...)/\partial t=0}).
2. Радіальна і вихрова компоненти швидкості рівні нулю ({\displaystyle u_{r}=u_{\theta }=0}).
3. Потік є осесиметричним ({\displaystyle \partial (...)/\partial \theta =0}) і повністю стабілізованим по довжині ({\displaystyle \partial u_{z}/\partial z=0}).

Тоді друге (рівняння кута повороту) з трьох рівнянь Нав'є-Стокса у циліндричних координатах і рівняння неперервності виконуються автоматично. Перше рівняння (рівняння радіуса) спрощується до {\displaystyle \partial p/\partial r=0}, оскільки, тиск {\displaystyle p} є лише функцією осьової координати {\displaystyle z}. Третє рівняння зводиться до вигляду:
{\displaystyle {\frac {1}{r}}{\frac {\partial }{\partial r}}\left(r{\frac {\partial u_{z}}{\partial r}}\right)={\frac {1}{\mu }}{\frac {\partial p}{\partial z}}} де {\displaystyle \mu } динамічна в'язкість рідини.
Розв'язок:
{\displaystyle u_{z}={\frac {1}{4\mu }}{\frac {\partial p}{\partial z}}r^{2}+c_{1}\ln r+c_{2}}
З граничних умов при {\displaystyle r=0}, {\displaystyle c_{1}=0}. За відсутності ковзання на стінці труби {\displaystyle u_{z}=0} при {\displaystyle r=R} (радіус труби), отримаємо
{\displaystyle c_{2}=-{\frac {1}{4\mu }}{\frac {\partial p}{\partial z}}R^{2}.}
Таким чином, отримуємо параболічний закон розподілу швидкості:
{\displaystyle u_{z}=-{\frac {1}{4\mu }}{\frac {\partial p}{\partial z}}(R^{2}-r^{2}).}
Максимальна швидкість знаходиться на осі труби ({\displaystyle r=0}):
{\displaystyle {u_{z}}_{max}={\frac {R^{2}}{4\mu }}\left(-{\frac {\partial p}{\partial z}}\right).}
Середня швидкість може бути визначена шляхом інтегрування рівняння по площі перерізу:
{\displaystyle {V_{z}}_{\mathrm {cep} }={\frac {1}{\pi R^{2}}}\int _{0}^{R}u_{z}\cdot 2\pi rdr=0.5{u_{z}}_{\mathrm {max} }.}
Знаходимо {\displaystyle \Delta p} спад тиску на круглій трубі довжиною {\displaystyle L}, через середню швидкість потоку в трубі {\displaystyle {V_{z}}_{\mathrm {cep} }} та інші параметри. Допустивши, що тиск зменшується лінійно по всій довжині труби, тобто {\displaystyle -{\frac {\partial p}{\partial z}}={\frac {\Delta p}{L}}}(constant). Підставивши це і вираз для {\displaystyle {u_{z}}_{\mathrm {max} }} у рівняння для визначення {\displaystyle {V_{z}}_{\mathrm {cep} }} та врахувавши, що {\displaystyle D=2R}, отримаємо
{\displaystyle {V_{z}}_{cep}={\frac {D^{2}}{32\mu }}{\frac {\Delta P}{L}}.}
Шляхом незначних перетворень з цього рівняння отрмується рівняння закону Пуазейля.

## Електро-гідравлічна аналогія
Закон Пуазейля є аналогом закону Ома для електричних кіл (V = IR), де перепад тиску ΔP виступає аналогом напруги V а об'ємна витрата потоку Q аналогом струму I. Тоді активний опір трубопроводу довжиною L і діаметром D запишеться як:
{\displaystyle R={\frac {128\eta L}{\pi D^{4}}}.}

## Використання
Закон Пуазейля використовують для визначення в'язкості флюїдів. Закон також відіграє важливу роль в таких розділах фізіології, як гемореологія та гемодинаміка.